# Stereotype
Stereotype es el primer EP del grupo femenino de Corea del Sur StayC. Fue lanzado el 6 de septiembre de 2021 por High Up Entertainment y Kakao Entertainment. El álbum contiene cuatro pistas, incluido el sencillo principal homónimo titulado «Stereotype».

## Antecedentes y lanzamiento
High Up Entertainment anunció el 4 de agosto de 2021 que StayC tendría su segundo lanzamiento del año a principios de septiembre con su primer miniálbum, tras su anterior álbum sencillo titulado Staydom.
El 15 de agosto de 2021, StayC anunció oficialmente sus planes de regresar con su primer EP, cuyo nombre sería Stereotype. Al día siguiente se reveló que la fecha de lanzamiento sería el 6 de septiembre, mientras que el 17 de agosto se reveló un primer vídeo conceptual del nuevo álbum.
Desde el 18 al 21 de agosto se revelaron una serie de fotos conceptuales de las miembros del grupo, y el 30 de agosto se publicó un medley con fragmentos de las canciones que compondrían el miniálbum.

## Composición y letras
Todas las canciones del álbum fueron escritas y producidas por la dupla compuesta por Black Eyed Pilseung, fundador de High Up Entertainment, y Jeon Goon, habituales compositores de StayC.
El sencillo principal del miniálbum lleva por nombre «Stereotype», que señala en su letra "No me mires con gafas de colores / Soy un tipo diferente de chica", mientras que las otras tres pistas son la sentimental «I'll Be There», un poderoso rap con «Slow Down» y finalmente «Complex», que demuestra el poderío vocal del grupo.

## Lista de canciones
| CD    |                       |                                |                                |          |          |  |
| N.º   | Título                | Letras                         | Música                         | Arreglos | Duración |  |
| 1.    | «Stereotype» (색안경) | Black Eyed Pilseung, Jeon Goon | Black Eyed Pilseung, Jeon Goon | Rado     | 3:11     |  |
| 2.    | «I'll Be There»       | Black Eyed Pilseung, Jeon Goon | Black Eyed Pilseung, Jeon Goon | Rado     | 3:09     |  |
| 3.    | «Slow Down»           | Black Eyed Pilseung, Jeon Goon | Black Eyed Pilseung, Jeon Goon | Rado     | 3:10     |  |
| 4.    | «Complex»             | Black Eyed Pilseung, Jeon Goon | Black Eyed Pilseung, Jeon Goon | Rado     | 3:06     |  |
| 12:56 |                       |                                |                                |          |          |  |

### Listados
| Publicación  | Lista                  | Ranking | Ref.  |
| ------------ | ---------------------- | ------- | ----- |
| Genius Korea | 2021 Year-End: Top EPs | 9.º     | [ 8 ] |

## Posicionamiento en listas
| Lista (2021)                     | Mejor posición |
| -------------------------------- | -------------- |
| Corea del Sur (Gaon Album Chart) | 2              |
| Japón (Japan Oricon Albums)      | 25             |

## Historial de lanzamiento
| País          | Fecha                   | Formato                         | Sello                                      |
| ------------- | ----------------------- | ------------------------------- | ------------------------------------------ |
| Corea del Sur | 6 de septiembre de 2021 | CD, descarga digital, streaming | High Up Entertainment, Kakao Entertainment |